# Grillotus
Grillotus is een geslacht van vlinders uit de onderfamilie Smerinthinae van de familie pijlstaarten (Sphingidae). De wetenschappelijke naam van het geslacht werd in 1973 gepubliceerd door Pierre Claude Rougeot.

## Soorten
- Grillotus bergeri (Darge, 1973)